# 藤崎真緒
藤崎 真緒（ふじさき まお、7月19日 - ）は、日本の漫画家。埼玉県浦和市（現・さいたま市）出身。女性。血液型はAB型。
1991年、「君はサンクチュアリ」で白泉社の第18回ビッグチャレンジ大賞準入選。1992年、『花とゆめプラネット増刊』掲載の「時計仕掛けの心臓」でデビュー。主に白泉社の『花とゆめ』や『別冊花とゆめ』などで活躍する。1994年に、『瞳・元気』で白泉社アテナ新人大賞デビュー優秀者賞を受賞。代表作は『瞳・元気』、『1+1』など。

## 作品リスト
- 瞳・元気 KINGDOM（1993年 - 1997年、花とゆめプラネット増刊・花とゆめ、白泉社） - 単行本全10巻・文庫版全6巻
  - アルペジオ 瞳・元気番外編 - 単行本全1巻
  - ハローハロー NEXT KINGDOM 瞳・元気次世代編（2016年 - 、Love Jossie）- 単行本既刊5巻（2024年2月現在）
- プライベイト・ドラゴン（1997年、花とゆめ） - 単行本全2巻
- 純愛可憐狂想曲 -ダリア-（1998年 - 1999年、花とゆめ） - 単行本全4巻
- お星様にお願いっ!（1999年 - 2001年、花とゆめ） - 単行本全8巻
- ひなた120%（2001年 - 2002年、花とゆめ） - 単行本全3巻
- 冬薔薇姫（2002年、ザ花とゆめ、白泉社） - 読切作品・同名の短編集に収録
- 1+1（2003年 - 2010年、ザ花とゆめ、別冊花とゆめ、白泉社） - 単行本全10巻
- お素敵ダーリン（2004年 - 2005年、花とゆめ、ザ花とゆめ） - 単行本全3巻
  - 超☆お素敵ダーリン（2006年 - 2007年、別冊花とゆめ） - 単行本全2巻
- 薔薇色ガーディアン（2010年[2] - 2013年、別冊花とゆめ）- 単行本全5巻
- ねばえば〜NEVER EVER〜（2013年[3] - 2015年、別冊花とゆめ）- 単行本全3巻
- いなほホライズン（2015年[4] - 2016年、別冊花とゆめ）- 単行本全1巻